# 吕施泰特
吕施泰特（德語：Rühstädt，發音：[ˈʁyːʃtɛt]）是德国勃兰登堡州普里格尼茨县的市镇，面积28.99平方千米，2023年12月31日人口为454人。